# Estratègies de preus

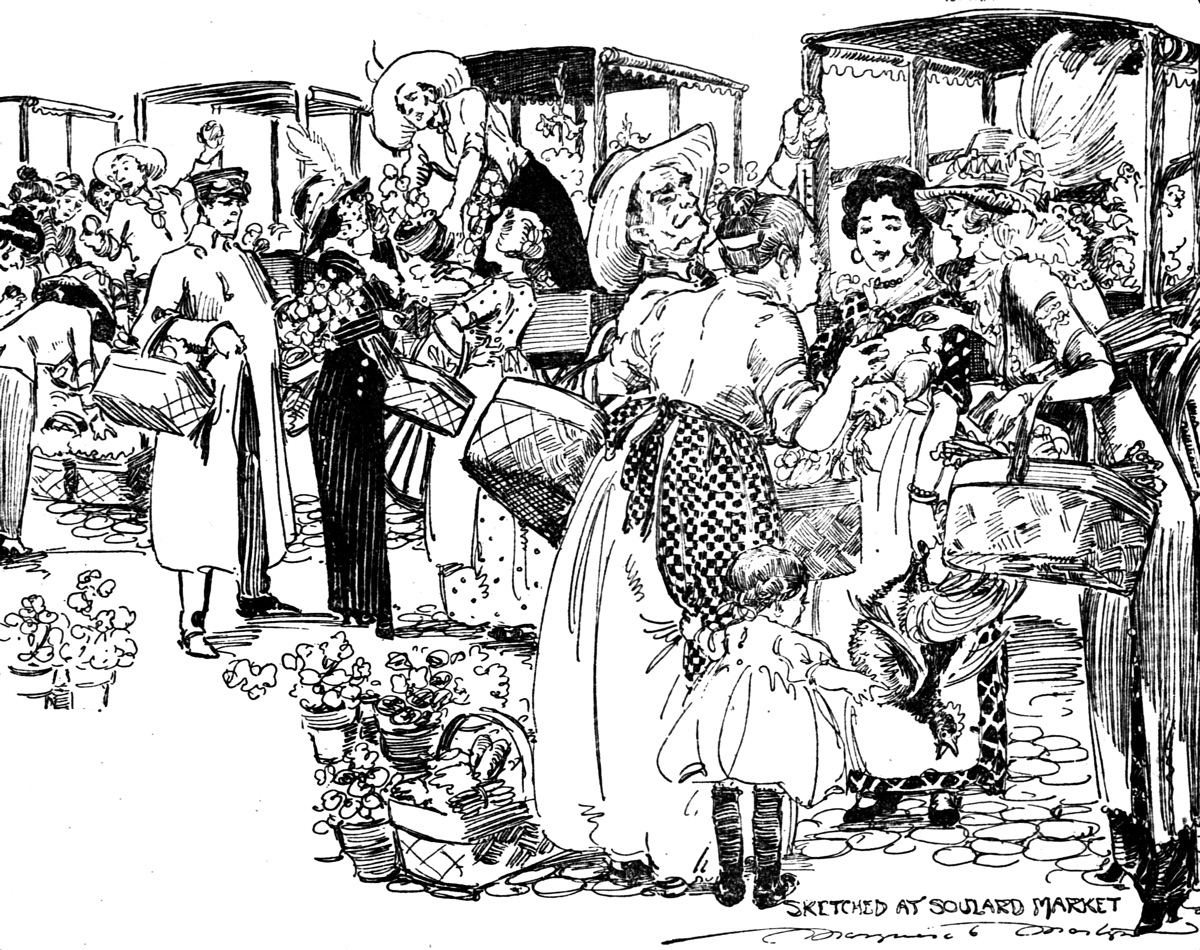
Les vendes es fan a Soulard Market, St. Louis, Missouri, dibuix de Marguerite Martyn, 1912

Una empresa pot utilitzar una varietat d'estratègies de preus quan ven un producte o servei. Per determinar l'estratègia de preus més eficaç per a una empresa, els alts executius han d'identificar primer la posició de preus de l'empresa, el segment de preus, la capacitat de fixació de preus i la seva estratègia de reacció de preus competitius.
Les estratègies i tàctiques de preus varien d'una empresa a una altra, i també difereixen entre països, cultures, indústries i amb el temps, amb la maduració de les indústries i els mercats i els canvis en condicions econòmiques més àmplies.
El preu dels productes o serveis que ofereixen les empreses depèn de les estratègies de preus que segueixen. Aquestes estratègies poden tenir com a objectiu maximitzar els beneficis per unitat o per mercat. També poden servir per protegir un mercat ja consolidat, per guanyar més participació en un mercat o per accedir a un mercat nou. Les estratègies de preus poden comportar avantatges i desavantatges competitius per a l’empresa i influir en el seu èxit o fracàs; per això, és molt important escollir l’estratègia adequada.

## Models de preus

### Preu d'absorció
El preu d’absorció és un mètode de fixació de preus que cobreix tots els costos. El preu de cada producte es compon del cost variable unitari i d’una part dels costos fixos. Per calcular el preu d’absorció es pot fer servir la fórmula '(Costos variables per unitat + (Costos generals + Costos de gestió))/ Nombre d’unitats produïdes. Amb aquest mètode es poden determinar els costos fixos/variables, els costos directes/indirectes, el salari dels treballadors, els costos dels serveis públics i altres tipus de costos.

### Preus basats en el marge de contribució
El preu basat en el marge de contribució busca obtenir el màxim benefici d’un producte individual, tenint en compte la diferència entre el preu del producte i els costos variables (el marge de contribució unitari del producte), i les suposicions que es fan sobre la relació entre el preu del producte i la quantitat que es pot vendre a aquest preu. La contribució del producte al benefici global de l’empresa (és a dir, als ingressos operatius) s'optimitza quan es tria un preu que optimitzi el següent: marge per unitat x nombre d'unitats venudes.
Per determinar el preu de venda d’un producte, una empresa que utilitza els preus de cost més comença per calcular el seu preu d’equilibri. Aquest preu és el que cobreix tots els costos de producció, incloent-hi les matèries primeres, el transport, la comercialització i la distribució. Després, afegeix un percentatge de benefici a cada unitat, tenint en compte els seus objectius de vendes i el que estan disposats a pagar els clients. Per exemple, si vol guanyar un 15 per cent de marge de benefici i el preu d’equilibri és de 2,59 dòlars, posarà el preu a 3,05 dòlars (2,59 dòlars / (1-15%)).

### Cost més preu
El preu de cost més és un mètode que fixa el preu d’un producte o servei a partir del seu cost de producció. Aquest cost inclou el material directe, la mà d’obra directa i els costos indirectes que s'han utilitzat. A més, s'hi suma un percentatge que representa el benefici que es vol obtenir. Així, el preu del producte és la suma del cost i del benefici.

### Crema o desnatada
La descremada de preus consisteix a posar un preu alt a un producte per vendre menys unitats però obtenir més benefici per cadascuna. Així, es recupera ràpidament la inversió inicial en la recerca del producte: és una tècnica habitual en els mercats electrònics quan es llancen nous productes, com ara els reproductors de DVD, a un preu elevat. Aquesta estratègia s'adreça als “early adopters” o primers compradors d’un producte o servei. Aquests compradors solen tenir una menor sensibilitat al preu perquè: valoren més el producte que l’estalvi; coneixen millor el valor del producte; o disposen d’una renda disponible més alta.
Aquesta estratègia només s'utilitza durant una durada limitada per recuperar la major part de la inversió realitzada per construir el producte. Per guanyar més quota de mercat, un venedor ha d'utilitzar altres tàctiques de fixació de preus, com ara l'economia o la penetració. Aquest mètode pot tenir alguns contratemps, ja que podria deixar el producte a un preu elevat enfront de la competència.

### Preus d'engany
Mètode de fixació de preus en què el venedor ofereix almenys tres productes, i quan dos d’ells tenen un preu semblant o igual. Els dos productes amb preus semblants haurien de ser els més cars, i un dels dos hauria de ser menys atractiu que l’altre. Aquesta estratègia farà que la gent compare les opcions amb preus similars; com a resultat, les vendes de l’article d’alt preu més atractiu augmentaran.

### Preu diferencial
La fixació de preus diferenciada es produeix quan les empreses estableixen preus diferents per al mateix producte depenent del portafoli dels seus consumidors, les zones geogràfiques, els segments demogràfics i la intensitat de la competència en la regió.

### Entrada doble
Es tracta d'una estratègia de preus enganyosa que ven un producte al més alt dels dos preus comunicats al consumidor sobre, acompanyant o promocionant el producte.

### Freemium
Freemium és un model de negoci que consisteix a oferir un producte o servei de forma gratuïta (normalment ofertes digitals com ara programari) i a cobrar una quota per accedir a funcions avançades, funcionalitats o productes i serveis complementaris. La paraula “freemium” és una barreja dels dos elements del model de negoci: “gratuït” i “premium”. És un model molt popular, amb casos d’èxit destacats.

### Preu alt-baix
En aquest cas, l’organització ofereix uns serveis que tenen un preu normalment més alt que els dels competidors, però utilitza promocions, anuncis o cupons per oferir preus més baixos en articles clau. Els preus promocionals més baixos tenen com a objectiu atreure els clients a l’organització on se’ls ofereix el producte promocional, així com els productes habituals de preu més elevat.

### Preus Keystone
Una estratègia de preus al detall on el preu al detall s'estableix al doble del preu a l'engròs. Per exemple, si el cost d'un producte per a un minorista és de 100 £, el preu de venda seria de 200 £. En una indústria competitiva, sovint no es recomana utilitzar el preu clau com a estratègia de preus a causa del seu marge de benefici relativament alt i el fet que cal tenir en compte altres variables.

### Limitar els preus
Un preu límit és el preu establert per un monopolista per dissuadir l'entrada econòmica en un mercat. El preu límit és el preu al qual s'enfrontaria l'entrant en entrar-hi sempre que l'empresa dominant no disminueixi la producció. El preu límit sovint és inferior al cost mitjà de producció o només prou baix per fer que l'entrada no sigui rendible. La quantitat produïda per l'empresa dominant per actuar com a element dissuasiu de l'entrada sol ser més gran que la que seria òptima per a un monopolista, però encara pot produir beneficis econòmics més alts que els obtinguts en competència perfecta.
El problema dels preus límit com a estratègia és que una vegada que l'entrant ha entrat al mercat, la quantitat utilitzada com a amenaça per dissuadir l'entrada ja no és la millor resposta de l'empresa dominant. Això vol dir que perquè els preus límit siguin un dissuasiu efectiu de l'entrada, l'amenaça s'ha de fer creïble d'alguna manera. Una manera d'aconseguir-ho és que l'empresa titular es limiti a produir una determinada quantitat tant si l'entrada es produeix com si no. Un exemple d'això seria si l'empresa signés un contracte sindical per emprar un determinat (alt) nivell de mà d'obra durant un llarg període. En aquesta estratègia el preu del producte es converteix en el límit segons pressupost.

### Líder de pèrdues
Un líder o líder de pèrdua és un producte venut a un preu baix (és a dir, a cost o per sota del cost) per estimular altres vendes rendibles. Això ajudaria a les empreses a ampliar la seva quota de mercat en conjunt. L'estratègia de líder de pèrdues s'utilitza habitualment pels minoristes per portar els clients a comprar productes amb preus més elevats per produir un augment dels beneficis en lloc de comprar el producte líder que es ven a un cost més baix. Quan una "marca destacada" té un preu per vendre's a un cost més baix, els minoristes tendeixen a no vendre grans quantitats dels productes líders en pèrdues i també solen comprar menys quantitats al proveïdor per evitar pèrdues per a l'empresa. Els supermercats i els restaurants són un excel·lent exemple d'empreses minoristes que apliquen l'estratègia del líder de pèrdues. 

### Preus de cost marginal
En els negocis, la pràctica d'establir el preu d'un producte per igualar el cost addicional de produir una unitat addicional de producció. Per aquesta política, un productor cobra, per cada unitat de producte venuda, només l'addició al cost total resultant dels materials i la mà d'obra directa. Les empreses solen establir preus propers al cost marginal durant els períodes de vendes pobres. Si, per exemple, un article té un cost marginal d'1,00 dòlars i un preu de venda normal és de 2,00 dòlars, l'empresa que ven l'article pot voler reduir el preu a 1,10 dòlars si la demanda ha disminuït. L'empresa escolliria aquest enfocament perquè el benefici incremental de 10 cèntims de la transacció és millor que no cap venda.

### Preu parell
Els venedors solen utilitzar els preus parells per mostrar que els seus productes són més barats o més cars que el seu valor real. Els venedors que competeixen per consumidors sensibles al preu, fixaran el preu del producte perquè sigui imparell. Un bon exemple d'això es pot notar a la majoria de supermercats on en comptes de fixar un preu de milo a 5 £, s'escriuria com a 4,99 £. Contràriament, els venedors que competeixen per consumidors amb baixa sensibilitat al preu, fixaran el preu del producte perquè sigui igualat. Per exemple, sovint a les botigues minoristes de luxe, les bosses de mà tindran un preu de 1250 £ en lloc de 1249,99 £.

### Paga el que vulguis
Pagueu el que vulgueu és un sistema de preus en què els compradors paguen la quantitat desitjada per una mercaderia determinada, de vegades inclòs zero. En alguns casos, es pot establir un preu mínim (sòl) i/o es pot indicar un preu suggerit com a orientació per al comprador. El comprador també pot seleccionar una quantitat superior al preu estàndard de la mercaderia.
Donar als compradors la llibertat de pagar el que vulguin pot semblar que no té gaire sentit per a un venedor, però en algunes situacions pot tenir molt èxit. Tot i que la majoria dels usos de pagar el que voleu han estat als marges de l'economia o per a promocions especials, hi ha esforços emergents per ampliar la seva utilitat a un ús més ampli i regular.

### Preus de penetració
Els preus de penetració inclouen establir un preu baix amb l'objectiu d'atraure clients i guanyar quota de mercat. El preu s'augmentarà més endavant un cop s'aconsegueixi aquesta quota de mercat.
Una empresa que utilitza una estratègia de fixació de preus de penetració valora un producte o un servei en una quantitat inferior al seu preu de mercat de llarg termini habitual per tal d'augmentar el reconeixement del mercat més ràpid o augmentar la seva quota de mercat existent. Aquesta estratègia de vegades pot desanimar nous competidors d'entrar en una posició de mercat si observen incorrectament el preu de penetració com un preu de llarg termini.
Les empreses fan els seus preus de diferents maneres. A les empreses petites, els preus sovint els fixa el cap. A les grans empreses, els preus els gestionen la divisió i els responsables de la línia de productes. En les indústries on els preus són una influència clau, els departaments de preus estan preparats per ajudar els altres a determinar preus adequats.
L'estratègia de preus de penetració la fan servir normalment les empreses o empreses que acaben d'entrar al mercat. En màrqueting és un mètode teòric que s'utilitza per baixar els preus dels béns i serveis provocant una gran demanda d'ells en el futur. Aquesta estratègia de fixació de preus de penetració és vital i molt recomanable per aplicar-la davant de múltiples situacions a les que es pugui enfrontar l'empresa. Com per exemple, quan la taxa de producció de l'empresa és més baixa en comparació amb altres empreses del mercat i també de vegades quan les empreses s'enfronten a dificultats per llançar el seu producte al mercat a causa d'un índex de competència extremadament elevat. En aquestes situacions, és adequat que una empresa utilitzi l'estratègia de penetració per captar l'atenció del consumidor.
Aquesta tècnica és molt comuna a les empreses d'Internet, que sovint no obtenen beneficis fins que no han adquirit l'estatus de monopoli, si aleshores, en lloc de posar tots els seus diners en l'expansió de la quota de mercat. És molt barat reutilitzar un programari, un cop escrit, de manera que hi ha economies d'escala substancials que afavoreixen aquest enfocament, com també ho fa l'efecte trampa social (és difícil sortir de Facebook).

### Preus depredadors
Els preus depredadors, també coneguts com a preus agressius (també coneguts com a "subcotacions"), pretenen expulsar els competidors d'un mercat. És il·legal en alguns països.
Les empreses o empreses que tendeixen a implicar-se en l'estratègia de preus depredadors sovint tenen l'objectiu de posar restriccions o una barrera perquè altres nous negocis entrin al mercat aplicable. Aquesta estratègia pot contradir la llei antimonopoli, intentant establir en el mercat un monopoli per part de l'empresa imposant. Els preus depredadors es produeixen principalment durant les competicions de preus al mercat, ja que és més fàcil ofuscar l'acte. Amb aquesta estratègia, a curt termini els consumidors es beneficiaran i estaran satisfets amb productes de menor cost. A la llarga, les empreses sovint no es beneficiaran, ja que aquesta estratègia continuarà sent utilitzada per altres empreses per socavar els marges dels competidors, provocant un augment de la competència en el camp i facilitant pèrdues importants. Aquesta estratègia és perillosa, ja que podria ser destructiva per a una empresa en termes de pèrdues i fins i tot conduir a un fracàs total del negoci.

### Preu d'esquer premium
Mètode de fixació de preus en què una organització estableix artificialment un preu d'un producte alt, per tal d'augmentar les vendes d'un producte de preu més baix. Suposem que hi ha dos productes, carn de vedella i porc. L'organització pot augmentar el preu de la carn de boví perquè s'encareix als ulls dels clients. Posteriorment, la carn de porc es fa més barata. Aleshores, els clients optaran per carn de porc més barata. Una bossa de mà d'edició limitada es pot considerar com un altre exemple del preu Premium Decoy que molts fabricants de bosses han proporcionat una edició limitada de bosses per als clients. El preu sol ser car que la majoria dels clients no podrien comprar. Tanmateix, dona una imatge de marca de luxe i ajuda aquests fabricants a construir una bossa de mà més assequible.

### Preu premium
El preu premium és la pràctica de mantenir el preu d'un producte o servei artificialment alt per afavorir les percepcions favorables entre els compradors, basant-se únicament en el preu. La pràctica pretén explotar la tendència (no necessàriament justificable) dels compradors a assumir que els articles cars gaudeixen d'una reputació excepcional, són més fiables o desitjables, o representen una qualitat i distinció excepcionals. A més, un preu superior pot representar el significat de millor qualitat als ulls del consumidor.
Els consumidors estan disposats a pagar més per les tendències, que és un motiu clau per als preus premium, i no tenen por de quant costa un producte o servei. La novetat dels consumidors que volen tenir les últimes tendències és un repte per als venedors, ja que han d'entretenir els seus consumidors.
L'aspiració dels consumidors i la sensació de tractar-se és el factor clau per adquirir un bé o servei. Els consumidors busquen un canvi constant, ja que estan en constant evolució i moviment.
Exemples de preus premium:
- Consum ètic
- Comerciants justos

Aquests són factors importants i exemples de preus premium, que ajuden a guiar i distingir com es comercialitza i es fixa un preu d'un producte o servei al mercat actual.

### Discriminació de preus
La discriminació de preus és la pràctica d'establir un preu diferent per al mateix producte en diferents segments del mercat. Per exemple, això pot ser per a diferents classes, com ara edats, o per a diferents horaris.
La discriminació de preus pot millorar l'excedent del consumidor. Quan una empresa discrimina el preu, es vendrà fins al punt en què el cost marginal compleix la corba de demanda. Calen algunes condicions perquè hi hagi discriminació de preus:
1. Les empreses han d'enfrontar-se a una corba de demanda amb pendent descendent, és a dir, la demanda d'un producte és inversament proporcional al seu preu.
2. Segmentar amb precisió el mercat, és a dir, s'han de distingir dos o més grups de compra amb un cost que no superi els ingressos que els distingeixen.
3. Evitar la revenda
4. Tenir poder de mercat

Hi ha tres tipus diferents de discriminació de preus que giren al voltant de la mateixa estratègia i el mateix objectiu – Maximitzar els beneficis mitjançant la segmentació del mercat i l'extracció d'excedents addicionals del consumidor.
- Discriminació de preus de primer grau

L'empresa cobra a cada consumidor exactament quant està disposat a pagar pel producte. Suposem que el monopolista determina el preu del producte en funció de la quantitat màxima de diners que se sap que paga un consumidor per qualsevol quantitat de producte que sigui exactament igual al preu de demanda del producte per tal d'obtenir l'excedent total del consumidor de cada consumidor.
- Discriminació de preus de segon grau

L'empresa utilitza descomptes per volum que permeten als compradors comprar un inventari més alt a un preu reduït. Tot i que això beneficia el comprador amb un alt inventari, òbviament perjudica el comprador amb un inventari baix que es veu obligat a pagar un preu més alt. Aleshores, aquest comprador pot ser menys competitiu al mercat aigües avall. Per exemple, les empreses de telecomunicacions cobren preus diferents pel temps d'accés a Internet mensual dels clients. Cobran un preu més alt per als clients que fan un ús petit, mentre que cobren un preu més baix per als clients que fan un ús gran. D'aquesta manera, el venedor monopolista s'apropia d'una part de l'excedent del consumidor del comprador.
- Discriminació de preus de tercer grau

Això passa quan les empreses segmenten el mercat en grups de gran demanda i de baixa demanda. És a dir, per a la mateixa mercaderia, una empresa monopolista completa implementa preus diferents basant-se en la diferent elasticitat preu de la demanda en diferents mercats. és a dir, les Centrals elèctriques implementen preus més baixos per a l'electricitat industrial més elàstica i preus més elevats per a l'electricitat domèstica menys elàstica.
Les empreses han d'assegurar-se que són conscients de diversos factors del seu negoci abans de continuar amb l'estratègia de discriminació de preus. Les empreses han de tenir control sobre els canvis que fan respecte al preu del seu producte amb el qual poden obtenir rendibilitat en funció de la quantitat de vendes realitzades. El preu es pot augmentar o disminuir en qualsevol moment en funció de la fluctuació de la taxa de compradors i consumidors. L'estratègia de discriminació de preus no és factible per a totes les empreses, ja que hi ha moltes conseqüències que les empreses poden enfrontar a causa de l'acció. Per exemple: si una empresa ven un producte al seu client per un preu més barat i aquest ven el producte exigint un preu més alt a un altre comprador, es preveuen les possibilitats que l'empresa no aconsegueixi un benefici més elevat perquè podria haver venut el seu producte. a un ritme superior al del revenedor i va obtenir més beneficis.

### Lideratge de preus
Observació feta d'un comportament empresarial oligopolístic en el qual una empresa, normalment el competidor dominant entre diverses, lidera el camí en la determinació dels preus, les altres aviat segueixen. El context és un estat de competència limitada, en el qual un mercat és compartit per un nombre reduït de productors o venedors.

### Preus psicològics
Preus dissenyats per tenir un impacte psicològic positiu. Per exemple, sovint hi ha avantatges per vendre un producte a 3,95 $ o 3,99 $, en lloc de 4,00 $. Si el preu d'un producte és de 100 dòlars i l'empresa el preu a 99 dòlars, aleshores està utilitzant la tècnica psicològica de preus just per sota. En la ment de la majoria dels consumidors, 99 dòlars donen la impressió de ser considerablement menys de 100 dòlars. Una petita distinció en els preus pot marcar una gran diferència en les vendes. L'empresa que aconsegueix trobar preus psicològics adequats pot millorar les vendes i maximitzar els ingressos.

### Escala lliscant
El concepte econòmic d'escala mòbil en el seu més bàsic: la gent paga com pot per serveis, esdeveniments i articles. Els que tenen accés a més recursos paguen més i, per tant, proporcionen el coixí perquè els que tenen menys accés paguin menys, creant una base econòmica sostenible per a aquests serveis, esdeveniments i articles.

### Negoci de preus objectiu
Mètode de fixació de preus pel qual el preu de venda d'un producte es calcula per produir una taxa particular de retorn de la inversió per a un volum específic de producció. El mètode de fixació de preus objectiu és utilitzat amb més freqüència pels serveis públics, com ara les companyies elèctriques i de gas, i les empreses la inversió de capital de les quals és alta, com els fabricants d'automòbils.
El preu objectiu no és útil per a les empreses amb una inversió de capital baixa perquè, segons aquesta fórmula, el preu de venda serà subestimat. A més, el mètode de fixació de preus objectiu no està relacionat amb la demanda del producte, i si no es ven tot el volum, una empresa podria patir una pèrdua pressupostària global del producte.

### Preus basats en el temps
Un mecanisme de preus flexible fet possible pels avenços en la tecnologia de la informació i utilitzat principalment per empreses basades en Internet. En respondre a les fluctuacions del mercat o a les grans quantitats de dades recopilades dels clients, que van des d'on viuen fins al que compren fins a quant han gastat en compres anteriors, els preus dinàmics permeten a les empreses en línia ajustar els preus de béns idèntics perquè es corresponguin amb els d'un client. voluntat de pagar . La indústria aèria sovint es cita com una història d'èxit dinàmica de preus. De fet, empra la tècnica amb tanta habilitat que la majoria dels passatgers d'un avió donat han pagat diferents preus de bitllet pel mateix vol. A partir del 2018, diverses eines de tercers han permès als comerciants aprofitar un preu dinàmic basat en el temps, inclòs Pricemole, SweetPricing, BeyondPricing, etc.

### Preus sensibles al temps
La fixació de preus en funció del temps és un mètode basat en els costos per establir preus per a béns que tenen una vida útil curta. S'ha de tenir en compte amb cura les dates d'"Ús abans de" i "Mejor abans" dels productes, en relació amb el "Mark Up" o la "Devolució" dels productes. És a dir, el període més curt hauria de tenir un marge de marge/retorn menor, augmentant així la facturació/vendes del producte, i disminuint el malbaratament/pèrdua de productes.

### Preus basats en el valor
Fixar el preu d'un producte en funció del valor que el producte té per al client i no en els seus costos de producció o qualsevol altre factor. Aquesta estratègia de preus s'utilitza amb freqüència quan el valor per al client és moltes vegades el cost de produir l'article o servei. Per exemple, el cost de produir un CD de programari és aproximadament el mateix independentment del programari que hi ha, però els preus varien segons el valor percebut que s'espera que tinguin els clients. El valor percebut dependrà de les alternatives obertes al client. En els negocis, aquestes alternatives són utilitzar el programari d'un competidor, utilitzar un treball manual o no fer una activitat. Per utilitzar els preus basats en el valor, cal conèixer el negoci dels seus clients, els costos comercials i les alternatives percebudes. També es coneix com a preu percebut.
Els preus basats en el valor tenen molts efectes en l'empresa i el consumidor del producte. La fixació de preus basada en el valor és una activitat empresarial fonamental i és el procés de desenvolupament d'estratègies de producte i de fixació de preus adequadament per establir el producte dins del mercat. Aquest és un concepte clau per a un producte relativament nou dins del mercat, perquè sense el preu correcte no hi hauria venda. Tenir un preu massa elevat per a un producte mitjà tindria efectes negatius en el negoci, ja que el consumidor no compraria el producte. Tenir un preu baix en un producte de luxe també tindria un impacte negatiu en el negoci ja que a la llarga el negoci no seria rendible. Això es pot veure com un positiu per al consumidor, ja que no ha de pagar preus extrems pel producte de luxe.
Hi ha hagut un canvi evident en l'àrea de màrqueting dins d'un negoci des del cost més el preu fins al valor.

### Estratègies de preus variables
L'estratègia de preus variables resumeix el cost total de les característiques variables associades a la producció del producte. Alguns exemples de característiques variables són: tipus d'interès, ubicació, data i regió de producció. La suma total de les característiques següents s'inclou dins del preu original del producte durant la comercialització. Els preus variables permeten que els preus dels productes tinguin un equilibri "entre el volum de vendes i els ingressos per unitat venuda". L'estratègia de preus variables té l'avantatge d'assegurar la suma total dels costos que haurien d'afrontar les empreses per desenvolupar un nou producte. Tanmateix, l'estratègia de preus variables exclou el cost dels preus fixos. El preu fix inclou el preu de dedicació rebut dels fabricants en la producció de desenvolupament del producte i altres factors d'implicació.

### Estratègies de gestió del rendiment
La gestió del rendiment és una estratègia que té com a objectiu controlar el comportament del consumidor per obtenir i obtenir el màxim benefici mitjançant la venda de béns i serveis que són peribles. La teoria darrere d'aquesta estratègia és centrar-se en els aspectes següents: patrons de comportament de compra dels consumidors, factors ambientals externs i preu de mercat per obtenir el màxim benefici. Aquesta estratègia de gestió del rendiment s'utilitza habitualment per les empreses associades a la indústria aèria. Per exemple, un client pot comprar un bitllet d'avió durant el dia per 600 dòlars i un altre client pot comprar el mateix bitllet d'avió el mateix dia al vespre per 800 dòlars, la raó és que durant el dia la companyia aèria tenia molts seients que eren recanvi que calia ocupar i vendre. Així, es van reduir els preus per atreure i manipular els clients perquè compren un bitllet d'avió amb grans ofertes o ofertes. No obstant això, durant el vespre es van omplir la majoria de seients i la firma va decidir augmentar el preu del bitllet d'avió per als clients desesperats que necessitaven comprar els seients de recanvi disponibles. Aquest tipus d'estratègia és una forma vigilant de connectar-se amb els consumidors objectiu i de fer florir el negoci.

### Preus basats en el rendiment
Una estratègia de preus en la qual es paga al venedor en funció de l'eficàcia del seu producte o servei. Alguns exemples de venedors que solen utilitzar preus basats en el rendiment són els agents immobiliaris, les plataformes de publicitat en línia i els advocats de lesions personals. Els preus basats en el rendiment augmenta el risc del venedor, però crea oportunitats per obtenir millors recompenses. Els venedors que utilitzen aquesta estratègia de preus tenen un avantatge per atraure clients. Els preus basats en el rendiment tenen menys possibilitats de funcionar si el resultat desitjat no està clarament definit i quantificat entre les dues parts.

## Nou lleis de la sensibilitat al preu i la psicologia del consumidor
En el seu llibre, The Strategy and Tactics of Pricing, Thomas Nagle i Reed Holden descriuen nou "lleis" o factors que influeixen en la manera com un consumidor percep un preu determinat i com és probable que siguin sensibles al preu respecte a les diferents decisions de compra.
1. Efecte del preu de referència : la sensibilitat al preu del comprador per a un producte determinat augmenta com més alt sigui el preu del producte en relació amb les alternatives percebudes. Les alternatives percebudes poden variar segons el segment del comprador, l'ocasió i altres factors.
2. Efecte de comparació difícil : els compradors són menys sensibles al preu d'un producte conegut o de més reputació quan tenen dificultats per comparar-lo amb alternatives potencials.
3. Efecte dels costos de canvi : com més gran sigui la inversió específica del producte que ha de fer un comprador per canviar de proveïdor, menys sensible serà aquest comprador a l'hora de triar entre alternatives.
4. Efecte qualitat-preu : els compradors són menys sensibles al preu com més els preus més alts indiquen una qualitat més alta. Els productes per als quals aquest efecte és especialment rellevant inclouen: productes d'imatge, productes exclusius i productes amb mínims indicis de qualitat.
5. Efecte de la despesa : els compradors són més sensibles als preus quan la despesa representa un gran percentatge dels ingressos o pressupost disponibles dels compradors.
6. Efecte del benefici final : l'efecte es refereix a la relació que té una compra determinada amb un benefici global més gran, i es divideix en dues parts: Demanda derivada : com més sensibles siguin els compradors al preu del benefici final, més sensibles seran. als preus d'aquells productes que contribueixen a aquest benefici. Cost de proporció de preu : el cost de proporció de preu es refereix al percentatge del cost total del benefici final representat per un component determinat que ajuda a produir el benefici final (per exemple, penseu en CPU i PC). Com més petita sigui la part dels components donats del cost total del benefici final, menys sensibles seran els compradors al preu dels components.
7. Efecte de cost compartit : com més petita sigui la part del preu de compra que els compradors han de pagar per si mateixos, menys sensibles al preu seran.
8. Efecte d'equitat : els compradors són més sensibles al preu d'un producte quan el preu està fora del rang que perceben com a "just" o "raonable" donat el context de compra.
9. L'efecte d'enquadrament : els compradors són més sensibles al preu quan el perceben com una pèrdua en lloc d'un guany perdut, i tenen una major sensibilitat al preu quan el preu es paga per separat en lloc de com a part d'un paquet.